# Vireux-Molhain

Vireux-Molhain este o comună în departamentul Ardennes din nordul Franței. În 1 ianuarie 2022 avea o populație de 1.482 de locuitori.